# Antonio de Pereda
Antonio de Pereda y Salgado (Valladolid, 1611-Madrid, 1678) foi um pintor barroco espanhol, formado no naturalismo tenebrista imbuído da cor/luz veneziana, mostrou-se especialmente apto para captar com objetividade as qualidades pictóricas dos objetos, seja nas naturezas mortas tratadas de forma independente, como por exemplo o bodegones o vanitas, ou incorporadas nas pinturas, principalmente de assunto religioso, que formam o grosso da sua produção.

## Biografia

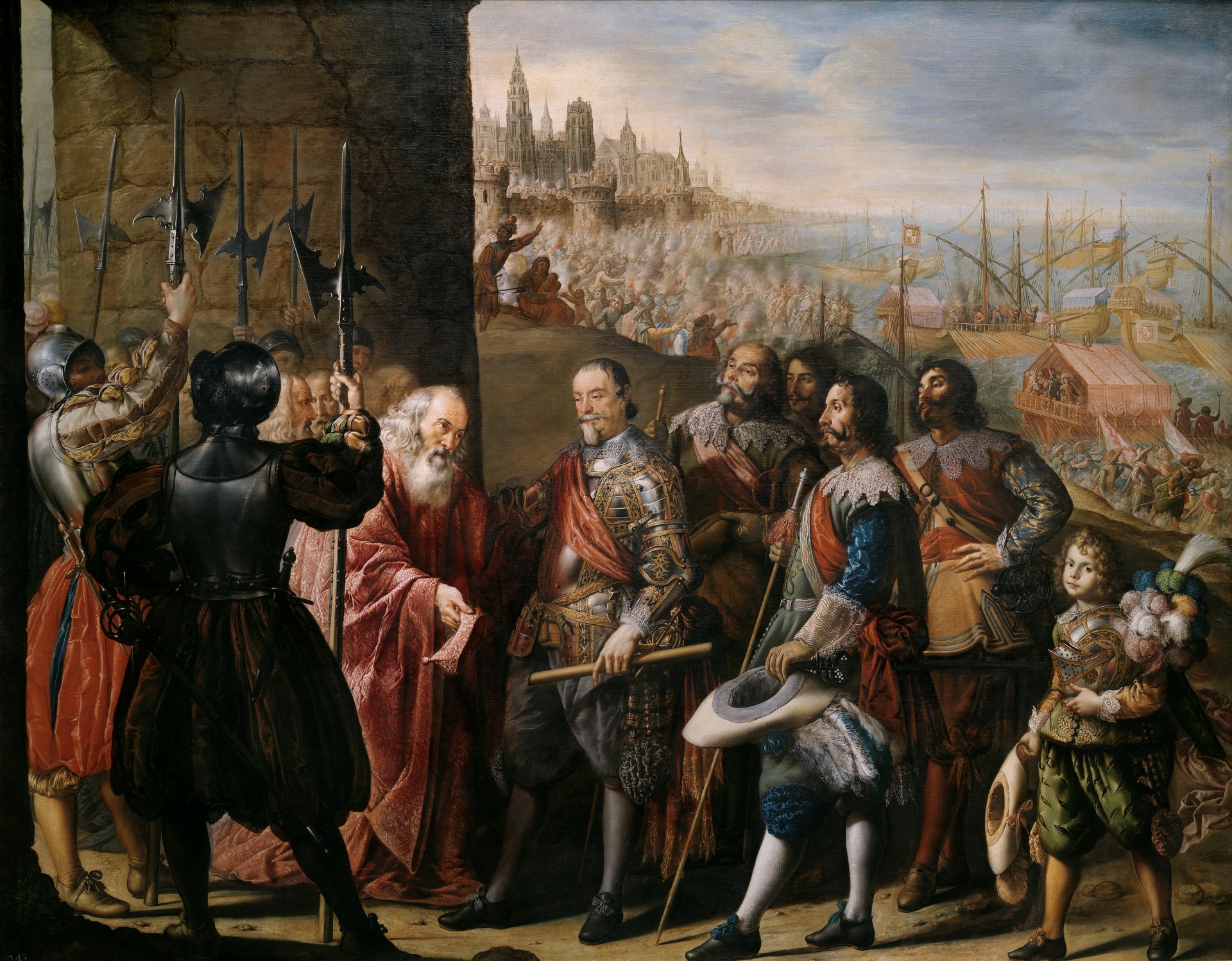
Socorro a Génova pelo marquês de Santa Cruz, 1634. Madrid, Museu do Prado, óleo sobre tela (290x370 cm.) Pintado para a série de batalhas do Salão de Reinos, no novo Palácio do Bom Retiro.

Filho de um modesto pintor do seu mesmo nome, do qual ficou órfão aos 11 anos de idade. Por mostrar inclinação para a pintura, segundo Antonio Palomino, foi levado para Madrid por um tio (probablemente Andrés Carreño, tio de Juan Carreño de Miranda e testamentário do pai do pintor que aqui é tratado). En Madrid ingressõu na oficina do pintor Pedro de las Cuevas, celebrado como mestre de pintores, onde pode ter tido por companheiros o citado Carreño de Miranda, Francisco Camilo e Jusepe Leonardo, entre otros. Protegido primeiramente pelo Oidor del Consejo Real Francisco de Tejada, em cuja residência pode copiar obras de bons pintores, e posteriormente pelo nobre romano Giovanni Battista Crescenzi, proprietário de una grande coleção de pintura, quem o tutelou e acabou de o formar na arte da pintura, introduzindo-o no naturalismo e no gosto pela pintura veneziana tão presentes na su obra. Para Crescenzi pintou a primeira obra mencionada por Palomino, com a qual começou a ganhar a atenção como pintor e «despertou muitas invejas», uma Imaculada Conceição que foi enviada a um irmão do seu protetor, cardeal em Roma.
A proteção de Crescenzi abriu-lhe as portas do palácio, sendo encarregado, já em 1634, uma das pinturas, representando  batalhas, para o programa pictórico do Salão de Reinos do Palácio do Bom Retiro, o Socorro a Génova, obra monumental e retórica na qual já mostra a influencia de Vicente Carducho. Um ano depois, 1635, contraiu matrimónio e entregou a pintura Agila com destino á incompleta série dos reis godos encarregada a diferentes pintores para o mesmo palácio. No entanto, a morte do seu protetor nesse mesmo ano, rival do Conde Duque de Olivares, fez com que se lhe fechassem as portas da Corte, orientando desde então o pintor a sua produção para a pintura religiosa e a clientela eclesiástica.

## Galeria
Pinturas de Antonio de Pereda
- Natureza Morta com Fruta (1650) no MNAA, Lisboa
- O Sonho do Cavaleiro (1650) na Real Academia de Belas-Artes de São Fernando, Madrid
- Vanitas (1632-36) no Museu de História da Arte em Viena
- Imaculada Conceição (1634) no Museu de Belas-Artes de Lião
- Natureza Morta com Caixa de Ébano na Hermitage, São Petersburgo